# Artrose
Artrose is in de geneeskunde de naam van een aangeboren of verworven degeneratieve aandoening aan het kraakbeen in gewrichten.
Artrose wordt in de volksmond ook wel gewrichtsslijtage genoemd. Artrose ontstaat doordat er meer gewrichtskraakbeen verloren gaat dan er door het lichaam geproduceerd kan worden. Het kraakbeen verslechtert en soms verdwijnt het helemaal. Bij artrose vermindert ook de vloeistof in het gewricht. Deze vloeistof, synoviale vloeistof of synovium geheten, is nodig om het gewricht soepel te laten draaien en om schokken te absorberen. Door slijtage van gewrichtskraakbeen en een vermindering van de schokabsorberende vloeistof in de gewrichten kunnen botten over elkaar schuren, wat veel pijn veroorzaakt. Artrose komt voornamelijk voor in de gewrichten van de handen, knieën, schouders, nek en heupen. Iedereen boven de zestig jaar lijdt eigenlijk wel aan een röntgenologisch waarneembare mate van artrose; soms begint het al op aanzienlijk jongere leeftijd.
Op basis van huisartsenregistraties gemeten, kwam er in 2000 in Nederland bij ongeveer 257.400 personen boven de 55 jaar artrose van de heup voor. Artrose van de knie kwam in Nederland voor bij ongeveer 335.700 personen boven de 55 jaar. Het Rijksinstituut voor Volksgezondheid en Milieu (RIVM) verwacht dat het aantal personen met artrose tussen 2018 en 2040 met circa 36% zal toenemen.
Artrose komt niet alleen bij mensen voor maar ook bij dieren zoals honden en katten. Artrose kwam ook al in de oertijd voor. Er is een dinosauriër gevonden die ook artroseverschijnselen vertoonde.

## Klachten en symptomen

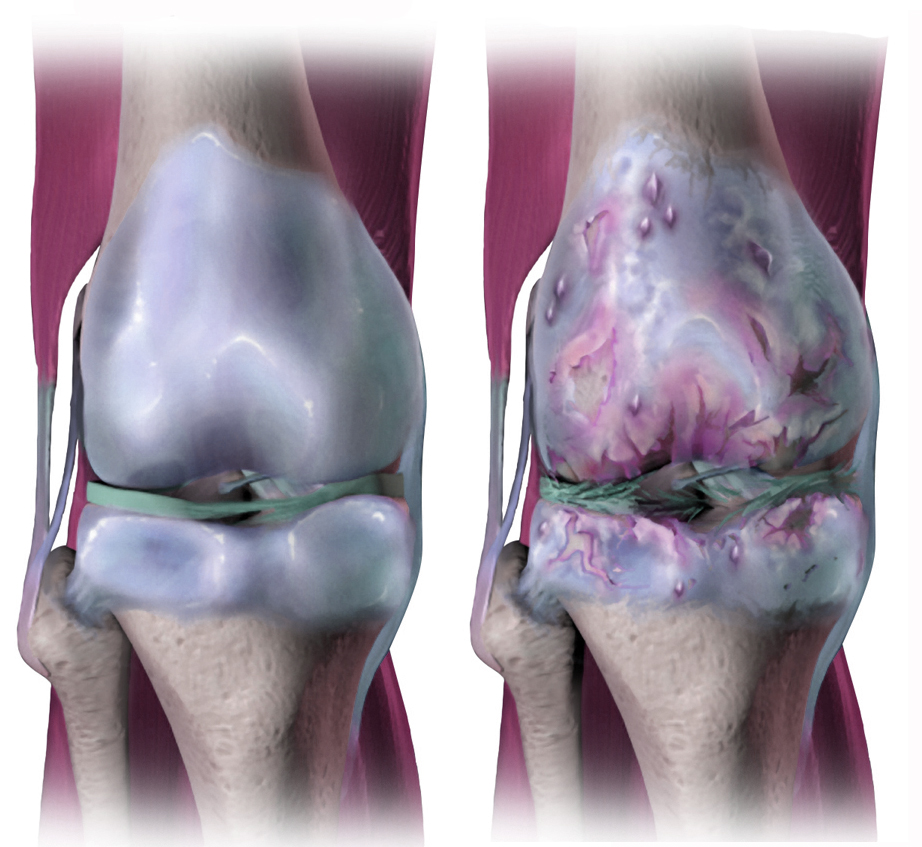
Afbeelding van een gezonde knie (links) en een door artrose aangetaste knie (rechts)

Artrose wordt gekenmerkt door pijn tijdens beweging van het aangedane gewricht en door een stijf of stram gevoel. Het gewricht is vooral stijf immobilisatie, zoals 's ochtends (ochtendstijfheid) of na even zitten (startstijfheid).  Het duwen op het gewricht of 'palperen' van de gewrichtsspleet, kan gevoelig of zelfs pijnlijk zijn. Bij knieartrose begint dit het vaakst aan de binnenzijde van de knie. Er bewegingsbeperking ontstaan en soms zelfs een standsverandering. Soms kan vochtophoping optreden in het gewricht, als uiting van een ontstekingsreactie. Bij artrose van de handen ontstaan vaak verdikkingen in de PIP- en DIP-gewrichten, dit zijn de noduli van Bouchard en Heberden. De basisgewrichten van de duim zijn in de hand vaak het ergst aangetast. Door de pijn wordt de duim minder gebruikt. Hierdoor kunnen de spieren van de duim dunner worden en kracht verliezen.

### Klachten en symptomen: Knieartose
Beginnende knieartose zal zich vaak presenteren na activiteiten met hogere belasting (bijvoorbeeld een lange wandeling, lopen, skiën...). Dit geeft de personen in kwestie pijn en soms ook zwelling (hydrops) in het gewricht. In dit stadium, gaat de pijn meestal snel over (1-2 dagen). De knie kan ook wat minder beweeglijk aanvoelen in de dag na activiteit. Wanneer de aandoening duidelijker wordt, kan men exacerbaties van enkele weken hebben. Deze gaan over maar toch is het aangeraden te blijven bewegen (zie Behandeling). Er is aanwezigheid van ochtendstijfheid (maximum 30 minuten) en startstijfheid (bijvoorbeeld na lang zitten). Aangedane gewrichten een krakend gevoel geven (crepitaties), dit wordt door de meesten beschreven als 'het gevoel op sneeuw te wandelen' of 'op een zakje chips trappen'.
Wanneer de aandoening verder evolueert, kunnen deze exacerbaties erger worden en verdwijnt de pijn niet meer volledig. Op dat moment zullen er ook structurele veranderingen waar te nemen zijn via radiografische beeldvorming (röntgenfoto). 

## Diagnose
Er worden twee vormen van artrose onderscheiden. Artrose zonder aanwijsbare oorzaak wordt primaire of idiopathische artrose genoemd, artrose die veroorzaakt wordt door een onderliggende oorzaak heet secundaire artrose. Artrose die door veroudering wordt veroorzaakt wordt in de primaire groep ingedeeld, artrose die ontstaat na een ongeluk of door bijvoorbeeld aangeboren scheefstand valt in de groep secundaire artrose.
Artrose wordt gediagnosticeerd aan de hand van het klinische beeld. Soms wordt een röntgenfoto gemaakt om de diagnose te bevestigen. Op de röntgenfoto is de verminderde kraakbeendikte indirect af te leiden uit het te dicht opeen liggen van de botuiteinden; het kraakbeen zelf is op een röntgenfoto niet te zien. Daarnaast kunnen door artrose osteofyten ontstaan, botuitsteeksels en -haken aan de randen van de gewrichtsvlakken. Deze zijn op een röntgenfoto wel te zien. Er zal doorgaans een foto onder belasting worden gemaakt, dus bij artrose aan de knieën en bij artrose van de heup, zal een foto worden gemaakt van een staande patiënt.

## Oorzaken
Artrose kan eigenlijk worden gezien als een normaal proces van de gewrichten zodra er sprake is van onderbelasting van een gewricht oftewel een tekort aan belasten van het totale kraakbeenoppervlak. Dit heeft tot gevolg dat de gewrichten minder kraakbeen hebben en dat er pijn bij beweging gaat ontstaan. Vaak wordt over artrose gesproken als 'slijtage' van de gewrichten, maar van puur mechanische slijtage zoals men bij machineonderdelen ziet, is geen sprake; zowel bot als kraakbeen zijn levende weefsels met cellen die actief betrokken blijven bij het functioneren van het weefsel.
Risicofactoren voor het ontstaan van artrose zijn:
- Chronische overbelasting of verkeerde belasting door verkeerde houding, belastingsvormen waarbij men snel geneigd is om delen van het lichaam vast te zetten zoals bij fysiek zware arbeid of intensief sporten.
- Overgewicht speelt een belangrijke rol bij artrose van knieën, heupen en enkels.[13]
- Trauma in beschadigde gewrichten bijvoorbeeld door sportletsels kan ook eerder artrose ontstaan.
- Erfelijkheid; artrose als gevolg van veroudering treedt bij iedereen in bepaalde mate op, maar de snelheid waarmee dat gebeurt, is in een bepaalde mate erfelijk.[14][15] In zeldzame gevallen is vroegtijdige artrose een ziekte die dominant overerft.[16]
- Ontstekingsreactie van het lichaam.[17][18] Deze ontstekingsreactie versnelt de afbraak van gewrichtskraakbeen.[19]

Er worden onderzoeken verricht naar andere risicofactoren voor de progressie van artrose, zoals een lage vitamine D-spiegel, een lage vitamine K-spiegel of de mogelijke invloed van vrije radicalen.

## Behandeling

### Conservatief
De conservatieve behandeling van artrose heeft twee hoofddoelen, namelijk het verlichten van pijn en het behouden van functie. Een genezing voor artrose bestaat niet.

#### Beweging
Inactiviteit van het aangedane gewricht resulteert in meer stijfheid en meer pijn, bovendien kan atrofie van de betrokken spiergroepen ontstaan. In beweging blijven is dus het antwoord, vooral door fysieke activiteiten met een lage explosiviteit en dus een lage piekbelasting van het aangedane gewricht. Bijvoorbeeld wandelen of fietsen bij artrose van een heup of knie. Bij ernstige stijfheid, bewegingsbeperking of spieratrofie kan kinesitherapie fysiotherapie), oefentherapie Cesar of Mensendieck zinvol zijn, vooral door bewegingstherapie.
Momenteel is actieve revalidatie de meest aangewezen behandelingsstrategie voor het behandelen van heup- en knieartrose. In combinatie met niet-steroidale anti-inflammatoire geneesmiddelen (bv Ibuprofen). Er werd reeds veel onderzoek gedaan naar welke vormen van bewegingstherapie de beste resultaten opleveren, waarin men echter niet in staat is één vorm naar voor te schuiven. Daarom worden in de huidige richtlijnen een combinatie van krachttraining en uithoudingstraining aangeraden.

#### Beweging in combinatie met afvallen
Omdat overgewicht een beïnvloedbare risicofactor is voor artrose en het de belasting op het gewricht vergroot, wordt bij overgewicht sterk aangeraden naast bewegen ook af te vallen. Deze gecombineerde aanpak vermindert de pijnklachten en behoudt en/of verbetert de functie bij knieartrose. Bij heupartrose is het effect van deze gecombineerde aanpak nog niet aangetoond, maar er zijn sterke aanwijzingen dat deze aanpak een positief effect geeft in vergelijking met alleen bewegingstherapie. Het Universitair Medisch Centrum Groningen (UMCG) onderzoekt de effecten van deze gecombineerde therapie (bewegen en afvallen) bij patiënten met heupartrose en overgewicht.
Bewegingstherapie en afvallen zijn voorbeelden van conservatieve therapieën van artrose. Omdat artrose niet te genezen is en steeds vaker bij relatief gezien jonge mensen optreedt, is het belangrijk om een operatie zo lang mogelijk uit te stellen. Bij een operatie wordt het aangedane gewricht vervangen door een kunstgewricht met een levensduur van gemiddeld vijftien jaar. Dit geeft veel complicatierisico’s. In de aanloop tot de uiteindelijke operatie zijn conservatieve therapieën daarom sterk aan te raden. Deskundig advies voor deze periode is te verkrijgen op zogenaamde artrosepoli’s zoals opgezet in het UMCG.

#### Voeding
Een voedingspatroon dat gericht is op voorkomen van ontstekingen in het lichaam zorgt voor minder klachten bij artrose. Een voorbeeld van zo'n voedingspatroon is het Mediterrane dieet dat rijk is aan vezels, anti-oxidanten en omega-3 vetzuren. Om de klachten bij artrose te verminderen, is het beter om voedingsmiddelen rijk aan suiker, verzadigde vetten en transvetten te vermijden. 
Vitamine D heeft een gunstig effect op de gevolgen van artrose bij overgewicht; het vermindert de pijn en bewegingen zijn minder verstoord.

#### Geneesmiddelen
Een andere vorm van conservatief behandelen van artrose bestaat uit pijnbestrijding door middel van geneesmiddelen. Doorgaans wordt met paracetamol begonnen, tot een maximumdosering van 4 gram per dag voor volwassenen. Indien dat niet volstaat dan wordt een NSAID voorgeschreven zoals ibuprofen of diclofenac. NSAID's hebben een ontstekingsremmende werking, wat gunstig is als er sprake is van irritatie van het gewricht. Die gewrichtsirritatie uit zich in hydrops (zwelling doordat er vocht in het gewricht zit) en roodheid.
Glucosamine is sinds 2005 in Nederland geregistreerd als niet-receptplichtig geneesmiddel ter verlichting van pijnklachten bij artrose van de knie, dit ondanks de zwakke bewijsvoering. De European Society for Clinical and Economic Aspects of Osteoporosis and Osteoarthritis (ESCEO) onderzocht glucosamine in februari 2006. In dit onderzoek bleek dat het gebruik van glucosamine geen enkele invloed heeft op de pijn. Ook een meta-analyse uit 2010 liet geen klinisch relevant effect zien van glucosamine bij artrose, niet op pijn en ook niet op progressie van de slijtage. Er treden zelden bijwerkingen op bij het gebruik van glucosamine.

### Operatie

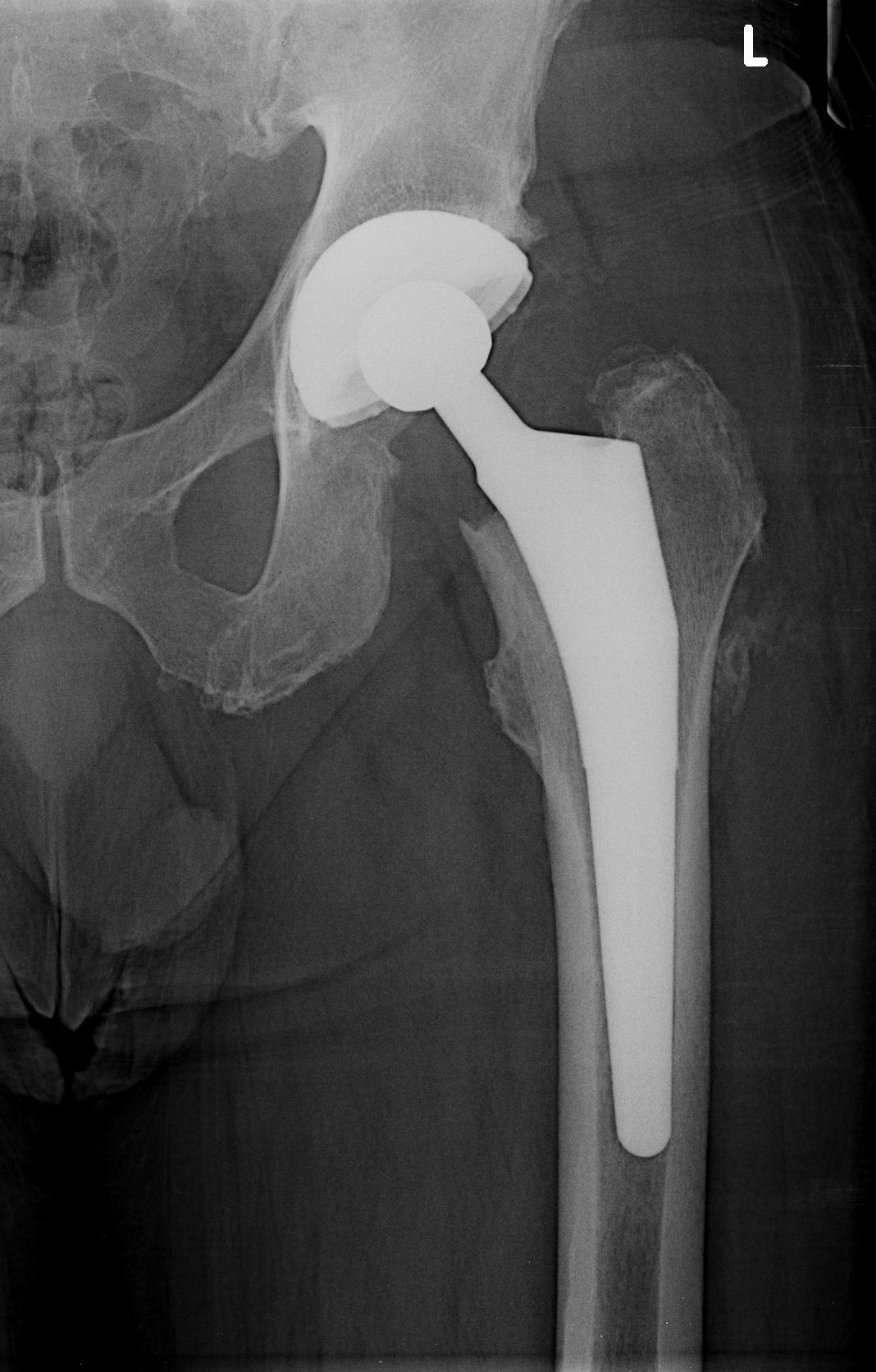
Heupprothese (kunstheup) op een röntgenfoto

Bij een aantal gewrichten is het mogelijk een ernstig aangetast gewricht dat veel pijnklachten geeft te vervangen door een kunstgewricht. Dit gebeurt vooral bij de knie en de heup. De slaagkans van een dergelijke operatie is zeer groot (in de orde van 99%) maar de complicaties, die gelukkig zelden voorkomen, kunnen ook ernstig zijn. Daarbij komt dat een kunstgewricht een gemiddelde levensduur heeft van vijftien jaar, waarna het moet worden vervangen. Het vervangen van een kunstgewricht vindt plaats in een ongunstigere uitgangssituatie. Daarom wordt het plaatsen van een kunstgewricht bij voorkeur uitgesteld tot na het 65e levensjaar.

## Gewrichtsdistractie
Het Universitair Medisch Centrum Utrecht doet onderzoek naar gewrichtsdistractie van de knie, als nieuwe methode om artrose te behandelen. De botuiteinden uit het kniegewricht worden zes weken lang uit elkaar gehouden. De resultaten zijn hoopgevend, het kraakbeen herstelt zich en houdt zich goed gedurende een korte termijn (tot twee jaar). De langetermijneffecten worden nog onderzocht.